# China Eagle Union
China Eagle Union é uma organização civil sem fins lucrativos chinesa composta por entusiastas de rede de meio expediente. Foi fundada por Wan Tao em 1997 sob o nome Chinawill, escolhendo o nome China Eagle Union em 2000. Em 15 de agosto de 2001 a organização anunciou que pararia seus ataques online por tempo indefinido. 